# Dumitru Enescu
Dumitru Enescu (n. 21 iunie 1930, Drajna de Sus, Prahova, România – d. 12 august 2012) a fost un inginer geofizician român, profesor universitar, ales membru de onoare al Academiei Române în 2011. Este cunoscut pentru contribuțiile sale majore, de pionierat, în dezvoltarea seismologiei în România.

## Biografie

### Date personale, studii și activitate profesională
Dumitru Enescu s-a născut la data de 21 iunie 1930 în satul Drajna de Sus, comuna Drajna, județul Prahova, fiul lui Neculai și Eugenia Enescu. A fost elev al Liceului teoretic „Sfinții Petru și Pavel” din Ploiești și, după absolvire, a urmat cursurile Institutului de Mine din București, Facultatea de Geologie (care mai târziu a devenit actuala Facultate de Geologie și Geofizică, din cadrul Universității din București), Secția de Geofizică, pe care a absolvit-o în anul 1954. 
După absolvirea facultății, a fost angajat în martie 1955 la Întreprinderea de Prospecțiuni Geologice, unde a participat la lucrări de prospecțiuni geofizice. În ianuarie 1957 s-a transferat la Secția de Seismologie din cadrul Academiei Române. Datorită deselor schimbări organizatorice, Secția de Seismologie a funcționat în cadrul mai multor instituții: Academia Româna, Institutul de Geofizică Aplicată, Institutul Geologic al României, Centrul de Fizica Pământului, Institutul Național pentru Fizica Pământului (INFP), și, începând cu anul 1996, Institutul Național de Cercetare-Dezvoltare pentru Fizica Pământului (INCDFP). A ocupat pe rand toate posturile de la cercetător științific la cercetător științific principal gradul I, de la șef de laborator la șef de secție si apoi director si director general al INCDFP (intre anii 1990 si 2000).
Dumitru Enescu și-a luat doctoratul în anul 1961, cu teza de doctorat intitulată „Studiul și aplicațiile undelor seismice secundare înregistrate la unele cutremure din Vrancea”, avându-l drept conducător științific pe Academicianul Profesor Gheorghe Demetrescu, membrii comisiei de doctorat fiind Academicianul Profesor Sabba Stefanescu, Profesor Gheorghe Petrescu, Profesor Ioan Curea și Conferențiar Gheorghe Chiș. A urmat obținerea docenței în anul 1972. A continuat specializarea în seismologie, în cadrul unor stagii de scurtă durată, la Institutul de Geofizică din Praga (în anul 1964) și la Institutul de Geofizică din Karlsruhe (în anul 1977).
În paralel cu activitatea științifică, Dumitru Enescu a depus de asemenea o asiduă activitate didactică. A ocupat postul de asistent universitar (1957–1962) și conferențiar universitar (1963–1969) în cadrul Facultății de Geologie din București. A fost atestat conducător de doctorat în anul 1967, în cadrul Facultății de Geologie, unde a activat în aceasta calitate pana în anul 1990, când a fost din nou atestat, dar în cadrul Institutului de Fizica Atomică (IFA) și apoi în cadrul Facultății de Fizică din București – Magurele, căpătând și calitatea de profesor universitar asociat. În calitate de conducător de doctorat, a condus elaborarea a mai bine de 30 de teze de doctorat.
În anul 1957 s-a căsătorit cu inginer Corina Enescu (fostă Andreescu), din comuna Beciu, județul Buzau; singurul copil, Bogdan Dumitru Enescu, este în prezent conferențiar universitar, specializarea Seismologie, la Universitatea din Kyoto, Japonia. 
Dumitru Enescu s-a stins din viață la data de 12 august 2012.

### Activitate științifică
Dumitru Enescu și-a desfășurat activitatea de cercetare în domeniul geofizicii, în special al seismologiei. Dintre contribuțiile sale majore se pot menționa: (1) primele cercetări asupra mecanismului de producere a cutremurelor din Vrancea și din întreaga zonă mediteraneană – alpină (de exemplu, [15] și [16] din lista de articole științifice), precum și contribuții teoretice privind fizica sursei seismice (de exemplu, [9] din lista de articole științifice), (2) elaborarea a două metode de estimare a energiei emise de focarele cutremurelor de pământ sub formă de unde seismice ([17] din lista de articole științifice), (3) elaborarea primului model probabilistic de predicție pe termen lung al cutremurelor vrâncene (de exemplu, [10] din lista de articole științifice) și contribuții importante în ceea ce privește hazardul si riscul seismic pe teritoriul României (de exemplu, [1] din lista de articole științifice), (4) contribuții privind structura crustei terestre si a litosferei din România (de exemplu, [4] din lista de articole științifice), (5) studiul influentei activității seismice vrâncene asupra amplasamentului centralei nuclearo-electrice de la Cernavodă (de exemplu, [7] din lista de articole științifice) și (6) elaborarea unei metode originale de determinare a efectului seismic al exploziilor controlate din industrie asupra construcțiilor ([14] din lista de articole științifice).  
Rezultatele îndelungatei sale activități științifice se regăsesc în cele peste 180 de lucrări publicate în reviste de specialitate din țară și de peste hotare, precum și în cinci volume de sinteză, dintre care pot fi menționate: "Prospecțiuni geofizice” (în colaborare, Editura Tehnica, 1965) și "Cutremurul de pământ din România din 4 martie 1977” (în colaborare, Editura Academiei Române, 1982). Dumitru Enescu a fost un colaborator apropiat al profesorului Liviu Constantinescu, împreuna cu care a elaborat și o carte, "Cutremurele din Vrancea în cadru științific și tehnologic" (Editura Academiei Române, 1985).

### Distincții
Valoarea cercetărilor sale este atestată și de premiile cu care a fost distins - premiile Academiei Române, „Grigore Cobălcescu”, în anul 1972, și „Aurel Vlaicu”, în anul 1983, premiul Societății Geofizicienilor Exploratori (The Society of Exploration Geophysicists), pentru contribuții remarcabile la cercetarea geofizica, și diploma de excelență acordată de Agenția Națională pentru Știință, Tehnologie și Inovare, în anul 2000. De asemenea, a fost distins de către Președintele României cu Ordinul Național "Pentru Merit” în grad de Cavaler, în anul 2000. 
Dumitru Enescu a fost membru în Comisia Europeană de Seismologie, în Consiliul de Guvernare a Centrului Internațional de Seismologie din Marea Britanie și în Comitetul Național de Geodezie și Geofizică din România. În noiembrie 2011, Academia Română l-a primit pe Dumitru Enescu printre membrii săi de onoare.

## Publicații (selecție)

### Monografii
1. Enescu, D., Almășan, B., Seismologia exploziilor controlate din industrie. Editura Tehnică, București, 1987, (323 pagini).
2. Constantinescu, L., Enescu, D., Cutremurele din Vrancea în cadru științific și tehnologic. Editura Academiei Române, București, 1985, (230 pagini).
3. Cornea, I., Enescu, D., Lăzărescu, V., Mișicu, M., Polonic, G., Radu, C., Cutremurul de pământ din România de la 4 martie 1977, Capitolele II-IV (Studiile seismologice și seismotectonice), Editura Academiei Române, București, 1982 (238 pagini).
4. Enescu, D., Orban T., Prospecțiuni seismice. Curs litografiat, Universitatea din București; 1979 (297 pagini).
5. Enescu, D., Candea, I., Constantinescu, P. si Barbu, M., Prospecțiuni geofizice, Volumul II, Partea a doua, Editura Tehnică, București, 1965 (343 pagini).

### Articole științifice
1. Enescu D., Marmureanu A., Enescu B.D., A procedure for determining the seismic hazard generated by Vrancea earthquakes. II Atenuation Curves. Romanian Reports in Physics, 56, 147-159, 2004.
2. Enescu, B.D., Enescu, D., Constantin A.P., The use of electromagnetic data for short-term prediction of Vrancea (Romania) earthquakes. Earth, Planets and Space, 51, 1, 1099-1117, doi:10.1186/BF03351584, 1999.
3. Enescu, D., Enescu, B.D., Possible cause-effect relationships between Vrancea earthquakes and some global geophysical phenomena. Natural Hazards, 19, 233-245, doi:10.1023/A:1008095708316, 1999.
4. Wenzel, F., Achauer, U., Enescu, D., Kissling, E., Russo, R., Mocanu, V., Musacchio, G., Detailed and final stage of plate break-off is target of study in Romania. EOS, Transactions American Geophysical Union, 79, 48, 585-594, doi:10.1029/98EO00427, 1998.
5. Enescu, D., Popescu, E., Radulian M., Source characteristics of the Sinaia (Romania) sequence of May-June, 1993. Tectonophysics, 261, 39-49, doi:10.1016/0040-1951(96)00055-8, 1996.
6. Novikova, O.V., Vorobieva, I.A., Enescu, D., Radulian, M., Panza, G.F., Prediction of the strong earthquakes in Vrancea, Romania, using the CN Algorithm. Pure and Applied Geophysics (PAGEOPH), 145, 278-296, doi:10.1007/BF00880271, 1995.
7. Enescu, D., Contributions to the knowledge of the Vrancea seismic activity influence in the Cernavoda (Romania) site area. Proceedings of the XXIV-th General Assembly of the ESC, 1771-1780, Athens, 1994.
8. Fuchs, K., Bonjer, K.P., Bock, G., Cornea, I., Radu, C., Enescu, D., et al. The Romanian Earthquake of March 4, 1977. Aftershocks and migration of seismic activity. Tectonophyiscs, 53, 225-247, doi:10.1016/0040-1951(79)90068-4, 1979.
9. Enescu, D., Georgescu, A., Contributions to the spectral theory of seismic sources and determination of the parameters of earthquake foci. Pure and Applied Geophysics, 114, 71-710, doi:10.1007/BF00875662, 1976.
10. Enescu, D., Marza, V., Zamarca, I., Contributions to the statistical prediction of Vrancea earthquakes, Revue Roumaine de Geophysique, 18, 67-79, 1974.
11. Enescu, D., Georgescu, A., Zamarca, I., Theoretical model for the process of underground explosions. Contributions to the problem of the separation of large explosions from earthquakes, Bulletin of the Seismological Society of America, 63, 3, 765-785, doi:10.1785/BSSA0630030765, 1973.
12. Enescu, D., Georgescu, A., Marza, V., Simulations of the underground explosions generating longitudinal and transverse waves. Bulletin of the Seismological Society of America, 63, 3, 753-763, doi:10.1785/BSSA0630030753, 1973.
13. Enescu, D., Candea, A.I., Modèles analogiques électroniques du processus d'explosion dans les roches. Geophysical Prospecting, 19, 3, 501-518, doi:10.1111/j.1365-2478.1971.tb00613.x, 1971.
14. Enescu D., Contributii la metodica de determinare a efectului seismic al exploziilor asupra constructiilor. Studii si cercetari de Geofizica, 5, 1, 71-77, 1967.
15. Constantinescu, L., Ruprechtova, Enescu, D., Mediterranean-Alpine earthquake mechanisms and their seismotectonic implications. Geophysical Journal of Royal Astronomical Society, 10, 347-368, doi:10.1111/j.1365-246X.1966.tb03063.x, 1966.
16. Constantinescu, L., Enescu, D., Fault plane solutions for some Romanian earthquakes and their seismotectonic implications. Journal of Geophysical Research, 69, 667-674, doi:10.1029/JZ069i004p00667, 1964.
17. Enescu, D., On the determination of the seismic energy radiated by earthquake foci (in Russian). Izvestia Akad. Nauk, SSSR, ser. Fizica Zemli, 10, 1472-1475, 1961.

### Cărți de popularizare a științei
1. Enescu, D., Coordonator si realizator al Capitolului “Științele Pământului” din “Enciclopedia Marilor Descoperiri, Invenții, Teorii si Sisteme din istoria si cultura romanească de-a lungul timpului”. Editura Geneze, București, 2002.
2. Enescu, D., Moldovan, I-A, si Enescu, B.D., Cutremurele de pământ pe înțelesul tuturor. Caracteristici si previziuni. Editura Piatra Craiului, 2000, (140 pagini).